# Diversidad sexual en Bangladés
Las personas LGBTI en Bangladés se enfrentan a ciertos desafíos legales y sociales no experimentados por otros residentes.

## Constitución y Código Penal
Los artículos de la Constitución referidos a la situación de las personas LGBT son los siguientes:tiene muchas precauciones que podrían aplicarse a los ciudadanos LGBT.
El I.2A, que declara que el islam es la religión oficial del estado, el II.19, propugna la igualdad de oportunidades para todos los ciudadanos, el III.27, que propugna la igualdad ante la ley para todos los ciudadanos. Así mismo la libertad de religión y de prensa están ambas protegidas, pero sujetas a las restricciones basadas en la «decencia y la moralidad». Por otro lado un ciudadano no es elegible para ser miembro del Parlamento si está condenado por un «delito criminal que involucra inmoralidad».
Según el Artículo 377, las relaciones homosexuales son ilegales y deben ser castigadas con deportación para los inmigrantes, multas, y/o más de 10 años de cárcel; también se ha llegado a castigar en numerosas ocasiones con cadena perpetua. Esa restricción legal también se extiende a cualquier tipo de partido político que defienda los derechos LGBT.
Aunque esta ley nacional es raramente cumplida, ha habido reportes de vigilancia y acoso contra homosexuales, y que luego fueron sentenciadas a muerte por una fatwa local.

## Comunidad
Pese a todas estas prohibiciones morales y legales, Bangladés cuenta en su historia cultural con muchas formas de homosexualidad  donde los hombres de vez en cuando carecían de acceso al sexo opuesto. Esto sucedía cuando hombres heterosexuales elegían tener sexo con otros hombres como una salida sexual a la falta de acceso a mujeres, generando por ejemplo prostitución de adolescentes masculinos, hombres que se relacionan con otros hombres con los que tienen vínculos familiares, y trasvestismo.
Sin embargo, muchos ciudadanos son musulmanes sunitas o hinduistas por lo que las opiniones públicas acerca de la orientación sexual y la identidad de género tienden a ser influenciadas por las costumbres sexuales islámicas o hinduistas. También existe una gran presión social y económica que empuja a la gente a contraer matrimonio con una persona del sexo opuesto lo que genera que poca gente entienda y conozca que también existen gays, lesbianas, bisexuales o transexuales.
En 2003, el profesor australiano Gary Dowsett publicó una investigación titulada "Hombres que tienen sexo con hombres en Bangladés" que exponía algunas cuestiones LGBT. Un artículo en el periódico Dhaka Daily Star afirmaba que la homosexualidad iba en aumento debido a la contaminación con arsénico que sufría el agua potable de la nación. El mismo año, la organización Human Rights Watch reportó que los hombres gay y los trabajadores sexuales eran abusados sexualmente de vez en cuando por policías y proxenetas.

## Derechos civiles
No existen leyes que protejan a los ciudadanos en sus orientaciones sexuales o identidades de género.
En 2003, el más alto tribunal de Australia dictaminó que las personas perseguidas debido a sus orientaciones sexuales podrían ser acogidas como refugiados. El caso involucraba a una pareja bengalí del mismo sexo que habían vivido juntos desde 1994 y que abandonaron Bangladés luego de ser rechazados por sus familias y tras ser asediados y golpeados varias veces debido a su orientación sexual.

## Familia
Las leyes de Bangladés no reconocen el matrimonio, la unión civil o la pareja de hecho entre adultos del mismo sexo.